# Drosophila medioconstricta
Drosophila medioconstricta är en tvåvingeart som beskrevs av Hide-aki Watabe, Zhang och Gan 1990. Drosophila medioconstricta ingår i släktet Drosophila och familjen daggflugor.
Artens utbredningsområde är provinsen Yunnan i Kina.